# Indosasa spongiosa
Indosasa spongiosa är en gräsart som beskrevs av Chi Son Chao och Bao Min Yang. Indosasa spongiosa ingår i släktet Indosasa och familjen gräs. Inga underarter finns listade i Catalogue of Life.